# 约翰·阿布拉莫维奇
约翰·阿布拉莫维奇（英語：John Abramovic Jr.，1919年2月9日—2000年6月9日），美国NBA联盟前职业篮球运动员。